# لعب مع الذئاب (فلم)
لعب مع الذئاب فيلم مغربي من إخراج وبطولة سعيد الناصري وإنتاج قناة دوزيم سنة 2005.

## قصة الفيلم

مشهد يوضح تآمر سميرة مع العصابة على قتل حميدة

يتحدث عن شاب بسيط حميدا (سعيد الناصري) يعيش مع خالته ويملك أحد المطاعم التقليدية في حيه ب الدار البيضاء، إلا أنه يفاجئ بأحد الأشخاض يخبره بأنه ابن رجل غني يعمل موكله وأن التي يظنه أبوه المتوفى هو فقط مرببه وأبوه الحقيقي على قيد الحياة, وحين يذهب لمقابلة أبيه يتوفى أبوه فجأة فيعيش الشاب مع أبناء عمه بفيلا أبوه ويغرم بابنة عمته سميرة (ابتسام الإدريسي) ويقترب من الزواج بها، إلا أنه يصطدم بحقيقة أنها تقوم بخداعه مع ابن عمه ليتم إزاحته من الطريق ولتبقى الثروة لهم، حين إذ سيكتشف أن ابن عمه اختطف سميرة ليستفزه بها مقابل حساب في البنك، ولما سيذهب لإعطائه الأموال ويأخذ ابنت عمه سميرة معه للبيت، سيتفاجئ بأنهما قاما بخداعه مرة أخرى ليقتلانه، إلا أن سميرة تصرفت وقتلت ابن عمها المتآمر معها وأمرت بقتل ابن عمها الآخر أيضا، لكن بشجاعة حميدا (سعيد الناصري) وأصدقاءه دخل في معركة مع العصابة ليتم القبض على سميرة بعد ذلك.

## البطولة
- سعيد الناصري دور حميدا
- ابتسام الإدريسي دور سميرة
- عبد الرحيم المنياري دور علي
- عبد القادر مطاع دور مصطفى
- نعيمة إلياس دور الحاجة
- محمد عاطر دور عباس
- مصطفى هنيني دور البزناس

## روابط خارجية
- مقالات تستعمل روابط فنية بلا صلة مع ويكي بيانات